# Mattiméo
 (octobre 2023).
Si vous disposez d'ouvrages ou d'articles de référence ou si vous connaissez des sites web de qualité traitant du thème abordé ici, merci de compléter l'article en donnant les références utiles à sa vérifiabilité et en les liant à la section « Notes et références ».
Mattiméo (titre original : Mattimeo) est le troisième tome de la série Rougemuraille de Brian Jacques. Publié en 1989, il fut traduit en français et découpé en trois tomes : Salik le Barbare, Le Général Becdacier et Le Royaume du mal.
Dans l'ordre chronologique de l'histoire, il est précédé par Cluny le Fléau et suivi par Les Perles de Loubia.